# Miho Nonaka
Mihō Nonaka (野中 生萌, Nonaka Mihō), née le 21 mai 1997 à Sugamo, est une grimpeuse japonaise, spécialisée dans le bloc. 
Après plusieurs années sur le circuit international, elle est en 2018 l'une des meilleures grimpeuses mondiales en bloc, et a notamment remporté la quatrième place de la coupe du monde d'escalade de 2017 en bloc, et surtout la première place au classement général de la coupe du monde d'escalade de 2018 toujours en bloc, devant sa compatriote Akiyo Noguchi.

## Biographie
Elle est introduite à l'escalade grâce à son père, alors qu'elle a environ 9 ans. 
Elle prend part à sa première coupe du monde en 2013, à l'âge de 16 ans. Elle participe alors en catégorie difficulté, et termine à la 42e place du classement. L'année suivante, en 2014, elle participe en bloc où après une forte progression, elle termine à la cinquième place du classement, prenant même la médaille d'argent lors de la dernière étape à Laval.

## Palmarès

### Jeux olympiques
- Tokyo 2021
  -  Médaille d'argent en combiné

### Championnats du monde
- 2016 à Paris,  France
  -  Médaille d'argent en bloc

### Coupe du monde
- 1re place au classement général de bloc en 2018.

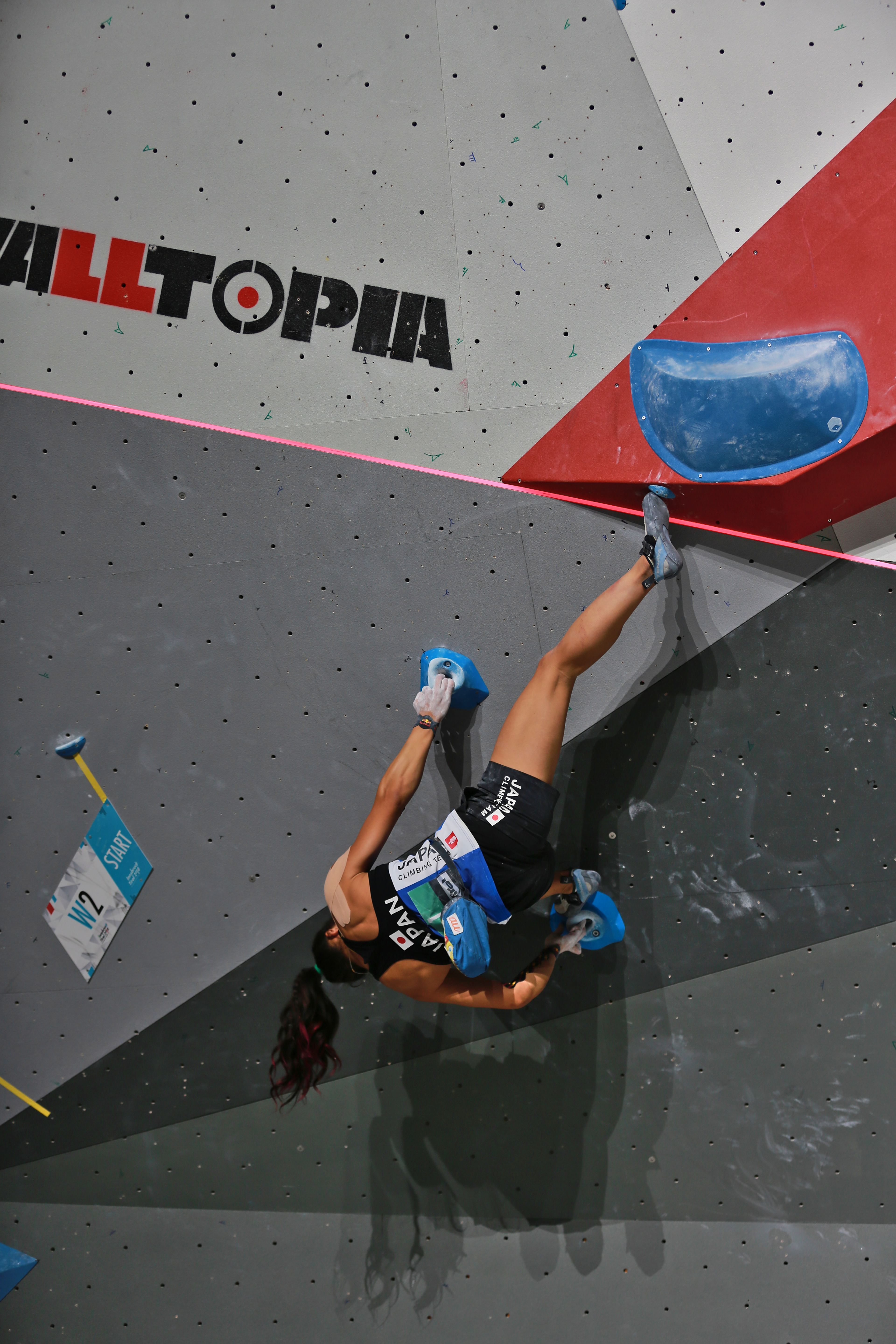
Miho Nonaka au 2e bloc de la finale des Championnats du Monde de bloc à Innsbruck en 2018

- 2e place au classement général de bloc en 2016.
- 2e place au classement général de bloc en 2022
- 2e place au classement général de bloc en 2023.
- 3e place au classement général de bloc en 2015.
- Miho Nonaka au 2e bloc de la finale des Championnats du Monde de bloc à Innsbruck en 2018 3e place au classement général de combiné en 2018.

### Jeux mondiaux
- 2017 à Wrocław,  Pologne
  -  Médaille d'or en bloc
- 2022 à Birmingham,  États-Unis
  -  Médaille d'or en bloc

### Jeux mondiaux de plage
- 2019 à Doha, Qatar
  -  Médaille d'or en bloc

### Championnats d'Asie
- 2018 à Kurayoshi,  Japon
  -  Médaille d'argent en combiné
- 2015 à Kerman,  Iran
  -  Médaille d'or en bloc
- 2014 à Lombok,  Indonésie
  -  Médaille d'or en bloc